# Cappella di Santa Maria Assunta (Roma)
La cappella di Santa Maria Assunta delle Suore di San Giovanni Battista, anche nota come Santa Maria Assunta a Prati, è una cappella di Roma, in Italia, situata nel rione Prati, in viale Giulio Cesare. È dedicata alla santa Maria Assunta ed è annessa alla parrocchia di Santa Maria del Rosario in Prati. A volta è chiamata, erroneamente, San Giovanni Battista ai Prati a causa del nome della congregazione delle suore battistine.

## Storia
La congregazione delle Suore di San Giovanni Battista venne fondata da sant'Alfonso Maria Fusco nel 1878. Questo convento, con una grande scuola, venne fondato nel 1909, e l'interno venne ridecorato da Uberto Colonna nel 1950. In seguito, il generalato si trasferì nel suburbio Aurelio, dove rimane tuttora. La diocesi non considera questo luogo di culto una chiesa, ma solo una cappella privata nel territorio della parrocchia di Santa Maria del Rosario in Prati.

## Descrizione
La facciata severa in stile neoromanico presenta quattro pilastri dorici che si innalzano da plinti alti da ambo i lati del portale fino al frontone segmentato, la cui parte centrale è un poco ricurva. I capitelli dei pilastri si trovano sulla trabeazione. Ci sono anche due alte finestre monofore dalla sommità arrotondata nel mezzo di ogni coppia di pilastri e una finestra a forma di occhio di bue sopra l'entrata e sotto la trabeazione. La porta è circondata da una cornice in pietra sovrapposta e, sopra questa, una finestra a forma di mezzaluna incorniciata da due pilastrini che sostengono un'altra cornice sporgente. Questa, a sua volta, sostiene uno stemma.